# 豫州 (前趙)
豫州是五胡十六国中前赵的州。
光初元年（318年），刘曜改荊州为豫州，治所在洛阳。下辖河南郡（治所在河南省洛阳市东）、弘农郡（治所在今河南省三门峡市灵宝市北）、上洛郡（治所在今陕西省商洛市商州区）。光初三年（320年），后赵夺得洛阳县、河南县、巩县，豫州改治陕县（今河南省三门峡市崖底乡三里桥村西北）。光初八年（325年），后赵夺得新安县、河阴县，前赵废除河南郡。光初九年（326年）东晋顺阳郡（治所在今湖北省十堰市丹江口市东南）被前赵获得，属豫州。石勒灭刘曜，豫州之地被后赵所得，改为洛州。